# Rania av Jordanien
Drottning Rania av Jordanien, Rania Al-Abdullah, (arabiska رانية العبدالل), född Rania Al-Yassin den 31 augusti 1970 i Kuwait, är sedan 1999 drottning av Jordanien. Hon är gift med Abdullah II av Jordanien. Rania är den yngsta som blivit drottning i Jordaniens historia.

## De första åren och ungdomen
Rania föddes och växte upp i Kuwait och hennes föräldrar är palestinier från staden Tulkarm. Hon utbildade sig på New English School i Kuwait och universitetet i Kairo, Egypten. Hon slutförde sina universitetsstudier år 1991.

## Familj
Drottning Rania är hustru till Abdullah ll och tillsammans har de fyra barn, kronprins Hussein född 1994, prinsessan Iman född 1996, prinsessan Salma född 2000, och prins Hashem född 2005. Hon och maken träffades på en middag i januari 1993, förlovade sig två månader senare och gifte sig sedan i juni samma år.

## Roll som drottning
Drottning Rania är utövande muslim och engagerar sig helhjärtat i humanitära frågor, hon driver förutom kampanjer för mänskliga rättigheter även tillsammans med maken Abdullah ll en kampanj mot s.k. hedersmord. Det poängteras att hedersmord inte kan ursäktas i islams namn utan snarare är ett oförlåtligt brott mot islam precis som ett vanligt mord
. Rania är också engagerad i kvinnors rätt till samma utbildning som män. 
Drottning Rania var rankad som den 53:a mäktigaste kvinnan i världen på Forbes år 2011 och har gästat Oprah Winfrey Show två gånger: år 2006 för att diskutera om mänskliga rättigheter och missförstånd angående kvinnan inom islam och år 2010 för att berätta om sin användning av sociala medier.

## Nya medier
Innan Rania blev drottning arbetade hon vid Citibank och Apple och kanske är det en anledning till att hon använt sig av de nya medierna för att nå ut. Hon har en egen kanal på Youtube där hon bland annat ställt frågan om stereotyper kring islam och svarat på de frågorna. Hon har även använt Twitter för att nå ut vid påvens besök i Jordanien.

## Utmärkelser
- Al-Hussein orden (Jordanien, 1999)
- Serafimerorden (Sverige, 2003)
- Karl III:s orden (Spanien, 2006)[17]
- Isabella den katolskas orden (Spanien, 1999)[18]
- Dyrbara Kronans orden (Japan, 1999)
- Italienska republikens förtjänstorden (Italien, 2009)[19]
- Förbundsrepubliken Tysklands förtjänstorden (Tyskland, 2002)
- Nederländska Lejonorden (Nederländerna, 2006)
- Henrik Sjöfararens orden (Portugal, 2008)[20]
- Jakobs Svärdsorden (Portugal, 2009)[20]
- Leopoldsorden (Belgien, 2016)[21]
- Sankt Olavs orden (Norge, 2000)[22]
- Schejk Isa bin Salman al-Khalifas orden (Bahrain, 1999)
- Österrikiska förtjänstorden (Österrike, 2001)

Källa: